# سیارک ۱۹۰۱۷
سیارک ۱۹۰۱۷ (به انگلیسی: 19017 Susanlederer، نامگذاری:2000RH93) نوزده هزار و هفدهمین سیارک کشف شده‌است که در ۴ سپتامبر ۲۰۰۰ کشف شد.
قدر مطلق سیارک برابر ۱۱.۷ است.